# Sulawesismygsångare
Sulawesismygsångare (Locustella castanea) är en fågel i familjen gräsfåglar inom ordningen tättingar. Den förekommer enbart på ön Sulawesi i Indonesien. Fram tills nyligen inkluderades seramsmygsångaren och burusmygsångaren i arten, då under namnet indonesisk smygsångare. IUCN kategoriserar hela komplexet som livskraftigt.

## Utseende och läten
Sulawesismygsångare är en oansenlig fågel med en kroppslängd på 15 centimeter. Ovansidan är rödbrun, strupe och hake grå, mörkare grå på bröstet och olika nyanser av brunt på buk, flanker och undre stjärttäckare. I ansiktet syns ett blekt ögonbrynsstreck och ett mörkt ögonstreck. Näbben är svart och benen rödbruna. Sången består av en kort, insektsliknande drill, skild från seramsmygsångarens serie med zit-oh-zit.

## Utbredning och systematik
Sulawesismygsångaren förekommer endast i bergsområden på Sulawesi. Den behandlas numera antingen som monotypisk, det vill säga att den inte delas in i några underarter, alternativt delas in i två underarter med följande utbredning:
- Locustella castanea castanea – bergstrakter på Sulawesi utom i sydväst
- Locustella castanea everetti – bergsbelägna sydvästra Sulawesi

Tidigare behandlades burusmygsångare (L. disturbans) och seramsmygsångare (L. musculus) i Moluckerna i arten, då under det svenska trivialnamnet indonesisk smygsångare. Dessa lyfts dock efter studier allt oftare som egna arter.

### Släktestillhörighet
Arten placerades tidigare i Bradypterus, men har liksom övriga asiatiska arter i släktet visat sig stå närmare Locustella och inkluderas numera däri.

### Familjetillhörighet
Gräsfåglarna behandlades tidigare som en del av den stora familjen sångare (Sylviidae). Genetiska studier har dock visat att sångarna inte är varandras närmaste släktingar. Istället är de en del av en klad som även omfattar timalior, lärkor, bulbyler, stjärtmesar och svalor. Idag delas därför Sylviidae upp i ett flertal familjer, däribland Locustellidae.

## Levnadssätt
Fågeln förekommer i ostörda bergsskogar, ungskog och angränsande tät buskmark och fuktig gräsmark. Den verkar föredra mosstäckta stenar och trädstammar klädda med klängerväxter. Ett ställe där fågeln kan hittas på Sulawesi är Gunung Ambang Nature Reserve. Den är en mestadels marklevnade fågel som håller sig gömd i undervegetationen och springer omkring på marken likt en mus. Den snärter ofta till med vingarna och reser stjärten något. Häckningsbiologin är i princip okänd, men nyligen flygga ungfåglar har observerats i augusti.

## Status och hot
Enligt IUCN har arten ett stort utbredningsområde och en stor population med stabil utveckling och tros inte vara utsatt för något substantiellt hot. Utifrån dessa kriterier kategoriserar internationella naturvårdsunionen IUCN arten som livskraftig (LC).